# Farly Yovany Gil Betancur
Farly Yovany Gil Betancur (ur. 29 czerwca 1974 w Donmatías) – kolumbijski duchowny katolicki, biskup Montelíbano od 2020.

## Życiorys
Święcenia kapłańskie otrzymał 23 listopada 1999 i został inkardynowany do diecezji Santa Rosa de Osos. Po kilkuletnim stażu wikariuszowskim rozpoczął pracę w diecezjalnym seminarium, pełniąc w nim funkcje wychowawcy (2002–2005 i 2010–2011), prefekta (2002–2005) i rektora (2011–2017). W latach 2005–2009 był proboszczem w Bogocie, a w latach 2017–2020 pełnił funkcję sekretarza pomocniczego w kolumbijskiej Konferencji Episkopatu.
4 marca 2020 papież Franciszek mianował go ordynariuszem diecezji Montelíbano. Sakry udzielił mu 18 czerwca 2020 arcybiskup Jorge Alberto Ossa Soto.